# Zachary Quinto
Zachary Quinto (født 1. januar 1977) er en amerikansk skuespiller. Han blev født i Pittsburgh, Pennsylvania ind i en konservativ katolsk familie. Hans første optræden i tv blev i den kortlivede tv-serie The Others. Senere har han også medvirket i tv-serier som CSI, Touched By An Angel, Heksene fra Warren Manor, Six Feet Under og Dragnet . I 2004 fik han rollen som Adam Kaufman i 24 Timer. Han var med i 23 af de 24 episoder af tredje sæson, men i øjeblikket er der ingen informationer om hvor hans figur er henne. Quinto var været med i Tori Spellings VH1 sitcom, So NoTORIous. Han er med i filmen Star Trek fra 2009 og dennes efterfølger Star Trek Into Darkness fra 2013.

## Filmografi

### Film
- 2001 - An American Town (Bennett)
- 2009 - Star Trek (film) (Spock)
- 2011 - Margin Call (Peter Sullivan, producer)
- 2011 - Girl Walks Into a Bar (Nicolas "Nick")
- 2011 - What's Your Number? (Rick)
- 2013 - Star Trek Into Darkness (Spock)
- 2015 - Hitman agent 47 (John)

### Tv
- The Others, 2000
- Touched By An Angel, 2001
- CSI: Las Vegas, 2002
- Langt Ude I New York, 2002
- The Agency, 2002
- Six Feet Under, 2003
- Heksene fra Warren Manor, 2003
- Miracles, 2003
- Dragnet, 2004
- 24 Timer, 2004
- Joan of Arcadia, 2004
- Blind Justice, 2005
- Twins, 2006
- So NoTORIous, 2006 (Sasan)
- Heroes, 2006 (Sylar/Gabriel Gray)
- American Horror Story: Asylum, 2012 (Dr. Oliver Thredson)

## Privatliv
Quinto kom offentligt ud som homoseksuel i oktober 2011. Han har forklaret at han indså, "at leve et homoseksuelt liv uden offentligt at anerkende det, simpelthen ikke er nok til at gøre noget væsentligt bidrag til det enorme arbejde, der ligger forude på vejen til fuld lighed." Han havde længe været en aktiv fortaler for homoseksuelles rettigheder og organisationer, som f.eks. The Trevor Project.